# Người Madura
Người Madura, đôi khi gọi là Madurace hoặc Madhure; theo tiếng Indonesia được gọi là Orang Madura hay Suku Madura, là một nhóm dân tộc có gốc từ đảo Madura và hiện được tìm thấy ở nhiều vùng của Indonesia. Họ là nhóm dân tộc lớn thứ ba theo dân số.
Người Madura nói tiếng Madura, một ngôn ngữ thuộc Nhóm ngôn ngữ Malay-Sumbawa trong Ngữ tộc Malay-Polynesia trong Hệ ngôn ngữ Austronesia.
Hầu hết người Madura trên toàn quần đảo là theo đạo Hồi, thường liên kết với Nahdlatul Ulama là một tổ chức Hồi giáo ôn hòa của Indonesia. Pesantren có một vai trò quan trọng trong cuộc sống của người Madura.
Tuy người Madura có nguồn gốc từ Madura ngoài khơi bờ biển phía đông bắc đảo Java, nhưng phần lớn người Madura hiện không sống trên hòn đảo đó. Họ đã di cư ra khỏi Madura cỡ vài trăm năm, chủ yếu là do tài nguyên nông nghiệp nghèo nàn ở đảo quê hương của họ. Phần lớn đã định cư ở Java, nơi ước tính có 6 triệu người Madura sinh sống, đặc biệt là ở Đông Java nơi họ chiếm khoảng một nửa dân số.